# Circonscription de Basketo Special

Circonscription de Basketo Special.

La circonscription de Basketo Special est une des 121 circonscriptions législatives de l'État fédéré des nations, nationalités et peuples du Sud, elle se situe dans la Zone Basketo Special. Son représentant actuel est Naser Kanso Kaydo. Elle compte 80 983 habitants en 2022.